# Sistema respiratori

Esquema del sistema respiratori humà.

El sistema respiratori és el sistema biològic de qualsevol organisme que està implicat en l'acte de la respiració. La funció principal del sistema respiratori és obtenir gasos del medi i transportar-los als teixits que formen l'organisme via els alvèols pulmonars, així com la posterior expulsió del cos dels gasos que no necessita. Habitualment l'utilitzen per agafar oxigen de l'aire i expulsar el diòxid de carboni acumulat a l'organisme. En els peixos es realitza el mateix procés però sota l'aigua. En les plantes s'absorbeix diòxid de carboni i expulsa oxigen durant el procés de la fotosíntesi.
El sistema respiratori és responsable de fer possible el mecanisme de la respiració i, en general, es poden considerar quatre fases:
- La inspiració o inhalació que comporta l'entrada d'aire i oxigen cap als alvèols pulmonars.
- El procés de bescanvi d'oxigen i diòxid de carboni entre els alvèols pulmonars i la sang.
- L'expiració o exhalació consistent en la sortida de l'aire des dels alvèols pulmonars cap a l'exterior, amb l'eliminació de diòxid de carboni.
- Bescanvi de O₂ i CO₂ entre les cèl·lules i la sang.

Segons el tipus d'organisme varia l'espai en el que es realitza l'intercanvi, generalment entre els alvèols i els capil·lars; varia l'anatomia o estructura del sistema d'intercanvi, i la utilització fisiològica dels gasos que participen de l'intercanvi. Alguns tipus d'animals, com els insectes, tenen sistemes respiratoris amb característiques anatòmiques molt simples. En els amfibis, fins i tot en la pell té un paper fonamental en l'intercanvi de gasos. En els éssers humans i en altres mamífers, per exemple, les característiques anatòmiques del sistema respiratori són les vies respiratòries, els pulmons i els músculs respiratoris. Les molècules d'oxigen i diòxid de carboni s'intercanvien passivament, per difusió, entre els gasos extern de l'entorn i la sang. Aquest procés d'intercanvi es produeix a la regió alveolar dels pulmons.
Les plantes també tenen un sistema respiratori, però la direcció d'intercanvi de gasos pot ser oposada a la dels animals. El sistema respiratori de les plantes també inclou determinades característiques anatòmiques, com els forats de la part inferior de les fulles coneguts com a estomes.

## En els vertebrats

### Mamífers

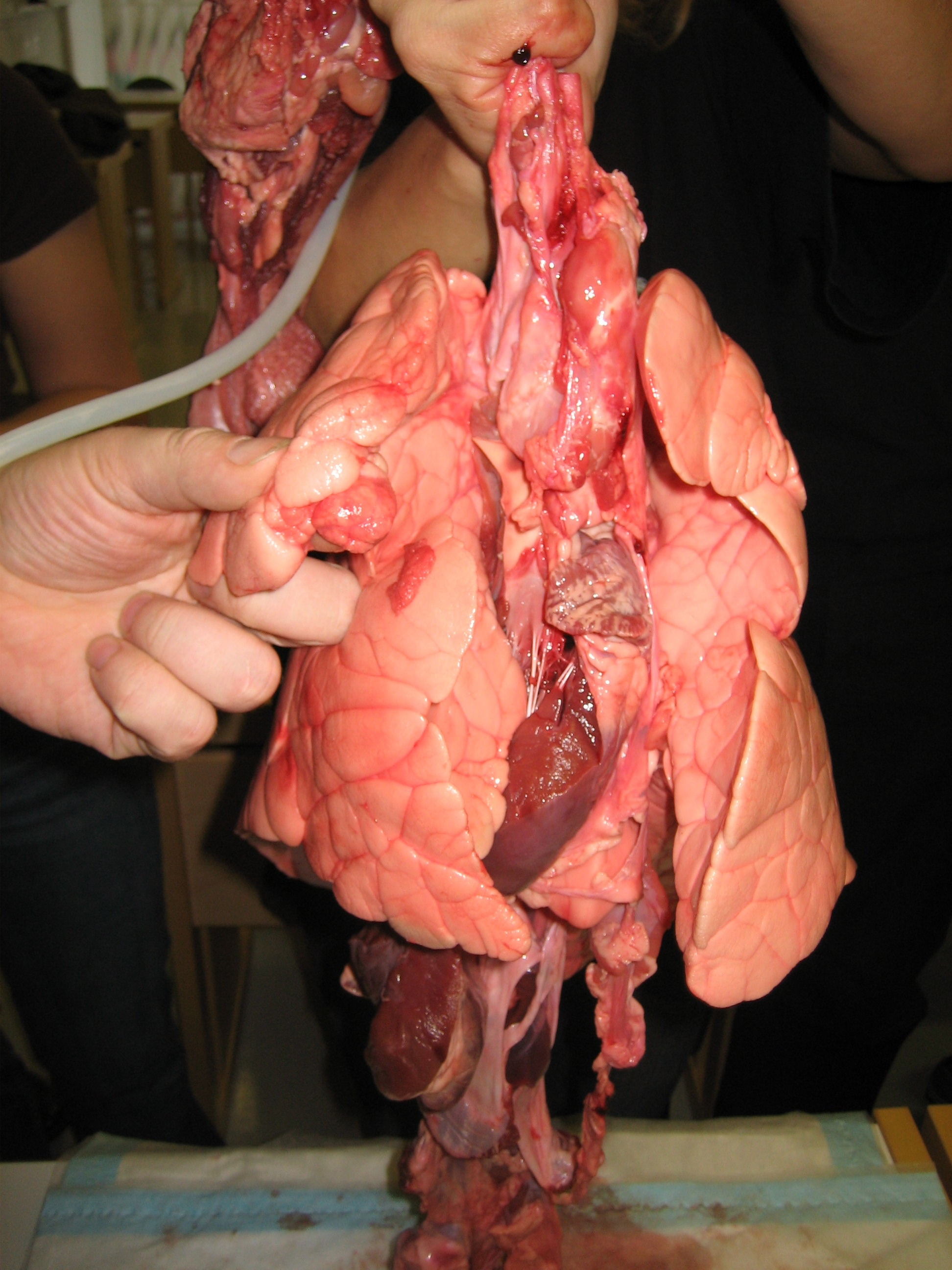
Pulmons de porc

Per als mamífers, com en qualsevol animal, la respiració és essencial. L'intercanvi gasos es produeix a la zona alveolar, que en els humans té una superfície mitjana d'entre 50 i 100 metres quadrats i en la que s'hi enquibeixen al voltant de 300 milions d'alvèols en un volum proper als 4 litres. Els glòbuls vermells de la sang porten oxigen (O₂) als teixits i extreuen el diòxid de carboni (CO₂). Als pulmons aquests glòbuls vermells descarreguen CO₂ a l'aire i d'ell agafen una nova càrrega d'O₂ en un procés que es coneix amb el nom d'hematosi.
El sistema respiratori també es pot dividir en fisiològics, o funcionals, les zones. Aquests inclouen la realització de la zona (la regió per al transport de gas des de l'exterior a l'atmosfera just per sobre dels alvèols), la zona de transició, i la zona respiratòria (alveolar regió on es produeix l'intercanvi de gasos).
Com a exemple d'algunes especificitats que indiquen la variabilitat existent també dins dels mamífers, cal destacar: 
- Els cavalls estan obligats a respirar pels orificis nasals. És a dir, que són diferents de molts altres mamífers i no tenen l'opció de respirar per la boca.
- L'elefant és l'únic mamífer conegut que no té espai pleural. Per contra, la pleura parietal i visceral es compon tant de teixit conjuntiu dens i se s'uneix als altres teixits a través del teixit solt.[3] Aquesta falta d'un espai pleural, juntament amb una membrana particularment gruixuda; es creu que són adaptacions evolutives que permeten que l'elefant romangui sota l'aigua durant llargs períodes, mentre que la respiració a través del seu tronc sorgeix com un snorkel.[4]

Els teràpsids (avantpassats directes dels mamífers) tenien les potes anteriors agrupades i les potes posteriors semierectes. Això suggereix que la restricció de Carrier hauria fet que fos bastant difícil per ells moure's i respirar alhora, però no tan difícil com ho és per animals com ara les sargantanes, que tenen potes completament agrupades. Tanmateix, els cinodonts tenien plaques costals que rigidificaven la caixa toràcica i haurien pogut reduir la flexió lateral del tronc durant el moviment, facilitant una mica respiració quan es movien. Això suggereix que els teràpsids avançats eren significativament menys actius que els mamífers moderns de mida similar i, per tant, que podrien haver tingut un metabolisme més lent.

Segments del tracte respiratori humà

### Segments
En aquests organismes, el sistema respiratori es pot subdividir:

#### Tracte respiratori superior
O vies respiratòries superiors, es compon de les fosses nasals (nas), la faringe i la laringe. L'especialitat mèdica que se n'ocupa és l'otorrinolaringologia.

#### Tracte respiratori inferior
O vies respiratòries inferiors, es compon de la tràquea, els bronquis principals i els pulmons. L'especialitat mèdica que se n'ocupa és l'pneumologia.

### Aus

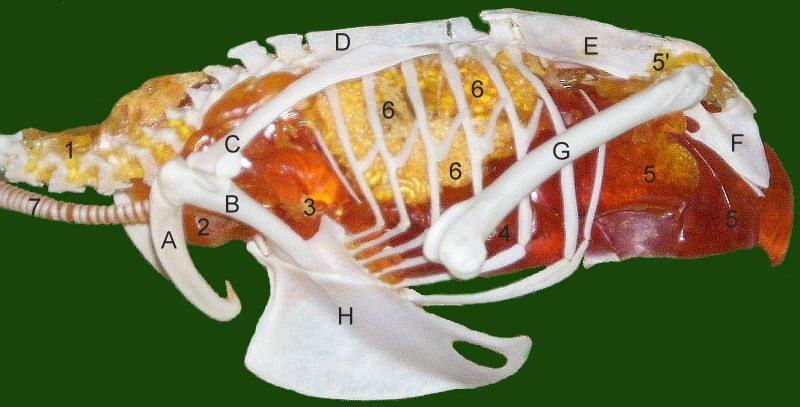
L'aire flueix de dreta (posterior) a esquerra (anterior) a través dels pulmons tant durant la inhalació com l'exhalació. Clau per entendre el sistema respiratori del Xoriguer comú: 1) Sac aeri cervical. 2) Sac aeri clavicular. 3) Sac aeri cranial toràcic. 4) Sac aeri caudal toràcic. 5) Sac aeri abdominal (diverticles cap a la cintura pelviana). 6) Pulmó. 7) Tràquea.

Els ocells tenen un dels aparells respiratoris més complexos de tots els grups d'animals. A causa de l'alt ritme metabòlic requerit pel vol, les aus tenen una alta demanda d'oxigen. El desenvolupament d'un sistema respiratori eficient va permetre l'evolució del vol en les aus. Les aus ventilen els seus pulmons per mitjà de sacs aeris, estructures que només tenen les aus i, per tant, potser també la tenien els dinosaures. Aquests sacs no tenen un paper en l'intercanvi de gasos, però emmagatzemen aire i actuen com a manxes, permetent als pulmons mantenir un volum fix d'aire fresc constantment fluint en el seu interior.
El sistema respiratori de les aus difereix significativament de la que es troba en els mamífers, amb característiques anatòmiques úniques, com els sacs aeris mencionats. Els pulmons de les aus també no tenen la capacitat per inflar-se, ja que manquen d'una membrana i una cavitat pleural. L'intercanvi de gasos en les aus es produeix entre els capil·lars sanguinis i els capil·lars aeris, en lloc de realitzar-se als alvèols. A les aus també els manca el diafragma; tota la cavitat del cos actua com una manxa per moure l'aire a través dels pulmons.
Durant la inhalació, un 75% de l'aire fresc passa de llarg dels pulmons i flueix directament dins un sac aeri que s'estén des dels pulmons i es connecta amb espais aeris dins els ossos i els omple d'aire. L'altre 25% de l'aire va directament als pulmons. Quan l'ocell exhala, l'aire utilitzat surt dels pulmons i l'aire fresc emmagatzemat dins el sac aeri posterior és simultàniament forçat cap als pulmons. Així doncs, els pulmons d'un ocell reben un subministrament constant d'aire fresc tant durant la inhalació com l'exhalació.

### Altres vertebrats
L'estructura anatòmica dels pulmons és menys complexa en els rèptils que en els mamífers. Els rèptils amb què no tenen l'àmplia estructura d'arbre de les vies respiratòries de mamífers es troben en els pulmons. L'intercanvi de gasos en els rèptils encara es produeix en els alvèols, però.
Tots els rèptils utilitzen pulmons per a respirar, i normalment no tenen una respiració cutània (sols present en les tortugues). La ventilació pulmonar s'aconsegueix de forma diferent en cada grup principal de rèptils. En els squamata, els pulmons són ventilats quasi exclusivament per mitjà de la musculatura axial. Aquesta és la mateixa musculatura que usen per moure's. A causa d'aquest constrenyiment, molts dels squamata estan forçats a aguantar la respiració durant esforços intensos. Alguns, tanmateix, hi han trobat una solució. Els varànids i algunes altres espècies de llangardaix utilitzen la respiració bucal com un complement de la respiració axial. Això permet als animals omplir completament llurs pulmons durant esforços intensos i, per tant, són aeròbicament actius durant molt de temps. Els llangardaixos tegu tenen un protodiafragma que separa la cavitat pulmonar de la cavitat visceral. Tot i que no és capaç de moure's, permet una major expansió pulmonar, alleugerint el pes visceral dels pulmons.
Els cocodrilians tenen un diafragma muscular que és anàleg al diafragma dels mamífers. Aquí la diferència rau en el fet que fibres d'aquest diafragma actuen movent el pubis (una part de la pelvis que és mòbil en els cocodrilians) cap enrere, cosa que desplaça el fetge cap avall, i així s'allibera un espai necessari per a l'expansió dels pulmons. Aquest tipus d'estructura diafragmàtica ha estat anomenada "pistó hepàtic". Les tortugues han evolucionat cap a altres solucions davant el fet que moltes closques de tortugues són rígides i no permeten l'expansió i contracció que altres amniotes utilitzen per a la ventilació pulmonar. Els pulmons de les tortugues estan enganxats a l'interior de la part superior de la closca, amb la part de sota dels pulmons adherida per mitjà d'un teixit connector a la resta de les vísceres. Amb una sèrie de músculs especials (més o menys equivalents a un diafragma), les tortugues són capaces de moure llurs vísceres amunt i avall, aconseguint una respiració efectiva. Molts d'aquest músculs tenen punts d'adhesió amb els membres davanters, i molts s'expandeixen per ells durant la contracció.
Durant la seva evolució, els amfibis passaren de respirar l'O₂ dissolt en l'aigua a respirar el de l'aire. Per fer-ho, substituïren les brànquies dels seus avantpassats peixos per altres òrgans respiratoris (gairebé sempre pulmons, tot i que algunes espècies no en tenen). Tanmateix, cal remarcar que les formes larvàries (els capgrossos) conserven brànquies exteriors, més ben adaptades al seu estil de vida aquàtic, i només les substitueixen per pulmons molt rudimentaris en arribar a la fase adulta.
Els pulmons són airejats per mitjà de moviments de la boca (els amfibis no tenen diafragma) i a través de la pell, altament vascularitzada i que sempre ha d'estar humida per permetre la respiració. La pell, com a element pertanyent a l'aparell respiratori, té una gran importància en alguns grups, que depenen en gran manera de la respiració cutània. En altres, els pulmons poden estar atrofiats o ser inexistents, com en les salamandres de la familia dels pletodòntids o l'anur Barbourula kalimantanensis, el primer gripau descobert sense pulmons.
Els amfibis tenen un parell de narius que es comuniquen amb la boca i que estan dotades de vàlvules que impedeixen l'entrada d'aigua, contribuint a la respiració pulmonar.
En la majoria dels peixos de la respiració té lloc a través de les brànquies. Els peixos pulmonats, però, tenen un o dos pulmons. Els peixos laberíntics han desenvolupat un òrgan especial que els permet aprofitar l'oxigen de l'aire. En els peixos cartilaginosos apareixen a cada costat entre 5 i 7 fenedures branquials que es comuniquen, independentment una de l'altra, amb l'exterior. La primera, més petita, és l'espiracle. En els peixos ossis hi ha l'opercle: una peça òssia i plana que protegeix les brànquies que són les estructures relacionades amb la respiració.

## Invertebrats

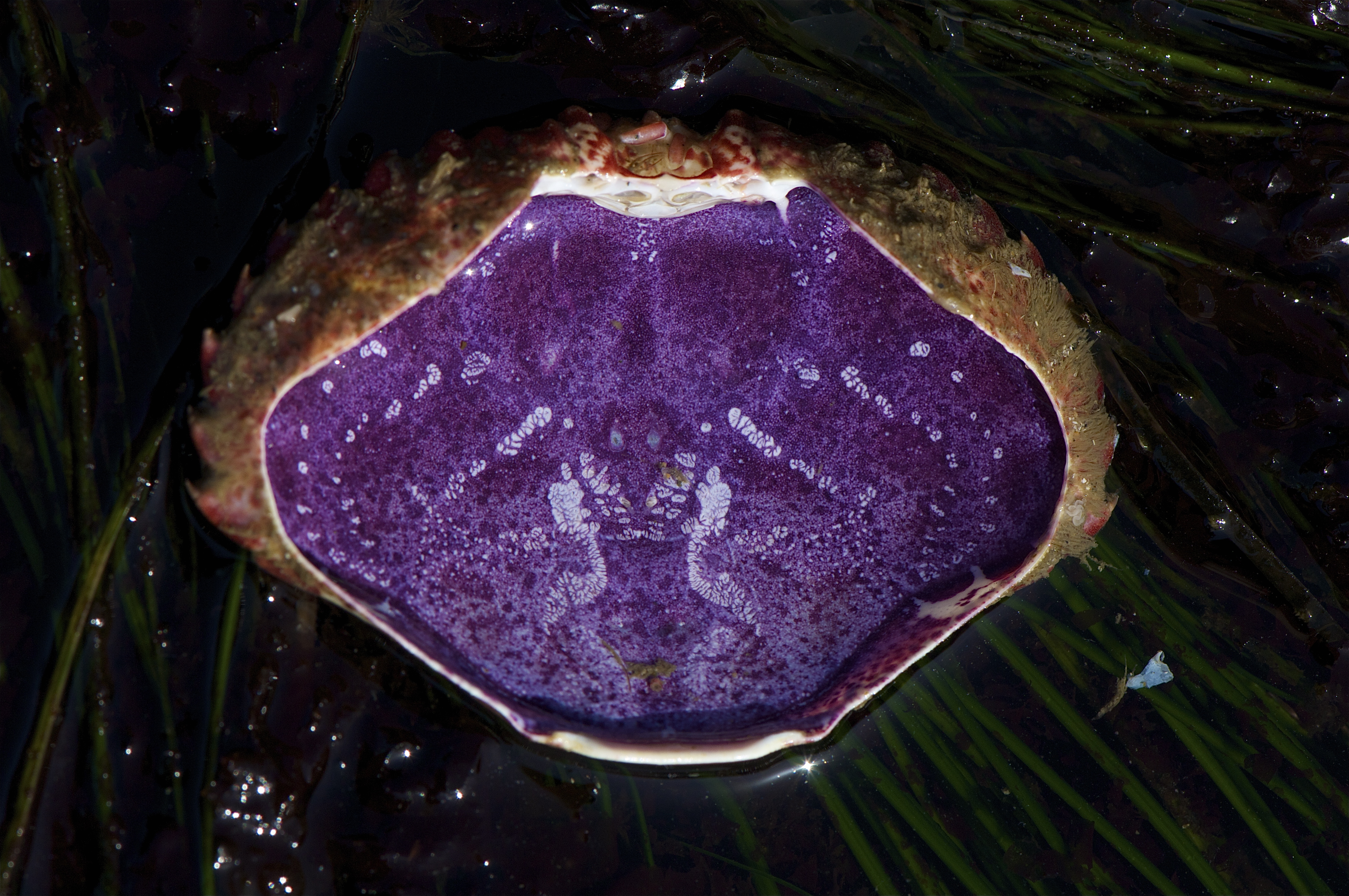
La part ventral de la cuirassa d'un cranc de l'espècie Cancer productus. El color lila és degut a la presència d'hemocianina al seu interior.

Les esponges de mar i les meduses no tenen òrgans especialitzats per a l'intercanvi de gasos i poden prendre directament els gasos de l'aigua que els envolta.
Els platihelmints no tenen aparell circulatori ni respiratori; l'oxigen que necessiten per al seu metabolisme es difon a través dels prims teguments de l'animal.
L'aparell respiratori dels insectes està format per tràquees, una sèrie de tubs buits molt ramificats que en el seu conjunt formen en sistema traqueal; els gasos respiratoris circulen a través d'ell. El sistema traqueal en un individu es compon d'interconnexions transversals i longitudinals que mantenen una pressió equivalent en tot el sistema. Les tràquees s'obren a l'exterior a través dels estigmes o espiracles, en principi un parell en cada segment corporal; després van reduint progressivament el seu diàmetre fins a convertir-se en traqueoles que penetren en els teixits i aporten oxigen a les cèl·lules. En la respiració traqueal el transport de gasos respiratoris és totalment independent de l'aparell circulatori pel que, a diferència dels vertebrats, el fluid circulatori (hemolimfa) no emmagatzema oxigen.
Més enllà de la simple difusió de gasos en el sistema traqueal dels insectes, existeixen grans variacions en els patrons de ventilació i els mecanismes respiratoris semblen ser molt variables. Alguns petits insectes mostren una mena de respiració contínua i una manca de control muscular dels espiracles. D'altres, però, utilitzen la contracció muscular de l'abdomen, juntament amb la coordinació de la contracció i relaxació dels espiracle per generar l'intercanvi de gasos amb uns patrons cíclics. La forma més extrema d'aquests patrons en l'intercanvi de gasos s'anomenen cicles discontinus d'intercanvi de gasos o DGC (de l'anglès Discontinuous gas-exchange cycles).
Els mol·luscs, en general, tenen brànquies que permeten l'intercanvi d'oxigen d'un entorn aquós incorporant oxigen al sistema circulatori. Aquests animals tenen també un cor que bomba la sang, que conté hemocianina, un pigment que intervé en la captura de la molècula d'oxigen. Per tant, aquest sistema respiratori és similar al dels peixos.

## Plantes
Les plantes fan servir diòxid de carboni gasós per la fotosíntesi i exhalen oxigen com a residu. L'equació química que representa la fotosíntesi és la següent:
6 CO₂ + 6 H₂O = 6 O₂ + [CH₂O]n (un carbohidrat, generalment glucosa).
L'equació química no reflecteix que el procés requereix energia lumínica. La fotosíntesi fa servir electrons als àtoms de carboni com a dipòsit d'energia. La respiració és el procés contrari a la fotosíntesi, ja que aprofita aquesta energia per alimentar reaccions químiques a l'interior de les cèl·lules. Això combina els àtoms i els seus electrons amb l'oxigen, formant un gas que és fàcil d'eliminar tant de les cèl·lules com de l'organisme. Les plantes fan servir ambdós processos: la fotosíntesi per capturar energia i la respiració per fer-la servir.
La respiració vegetal està limitada per la difusió. Les plantes absorbeixen diòxid de carboni a través de petits forats a la part inferior de les fulles, anomenats «estomes». Tanmateix, la majoria de plantes necessiten poc aire i tenen poques cèl·lules vivents més enllà de la superfície, ja que l'aire (que és necessari per al metabolisme) té una capacitat de penetració molt limitada. Això no és un gran problema, ja que la majoria de plantes no tenen processos molt aeròbics, de manera que no els calen moltes cèl·lules vivents.

## Fisiologia

### Ventilació
En fisiologia respiratòria, la ventilació (o velocitat de ventilació) és el ritme al qual els gasos entren o surten dels pulmons. Se subdivideix en diversos tipus diferents:
| Mesura                  | Equació                                                | Descripció |
| ----------------------- | ------------------------------------------------------ | --- |
| Ventilació per minut    | volum corrent * freqüència respiratòria                | Volum de gas que entra als pulmons en seixanta segons.                                                                                        |
| Ventilació alveolar     | (volum corrent – espai mort) * freqüència respiratòria | Volum de gas per unitat de temps que arriba als alvèols, les zones respiratòries dels pulmons en les quals es produeix l'intercanvi de gasos. |
| Ventilació d'espai mort | espai mort * freqüència respiratòria                   | Volum de gas per unitat de temps que no arriba a les zones respiratòries, sinó que roman a les vies aèries (tràquea, bronquis, etc.).         |

### Control
La ventilació és controlada pel sistema nerviós autònom que resideix a parts del tronc de l'encèfal, el bulb raquidi i la protuberància anular. Aquesta zona del cervell forma el centre respiratori, un grup de neurones situades a la part baixa i mitjana del tronc que coordinen els moviments respiratoris. Aquestes seccions són el centre pneumotàxic, el centre apnèustic i els grups dorsal i ventral. Aquesta secció és particularment sensible durant la infància, de manera que les neurones poden quedar irreparablement danyades si l'infant cau o és sacsejat amb violència, cosa que pot tenir conseqüències mortals a causa del que es coneix com a «síndrome de l'infant sacsejat».
La freqüència respiratòria augmenta amb la concentració de diòxid de carboni a la sang, que és mesurada per quimioreceptors perifèrics a l'aorta i l'artèria caròtide, així com quimioreceptors centrals situats al bulb raquidi. L'exercici també incrementa la freqüència respiratòria a conseqüència de l'acció dels propioreceptors, l'augment de la temperatura corporal, l'alliberament d'epinefrina i impulsos motors provinents del cervell. També pot augmentar a causa d'un increment en la inflació dels pulmons, que és detectada per receptors d'estirament.

### Inhalació
La inhalació és iniciada pel diafragma i suportada pels músculs intercostals externs. La freqüència respiratòria normal en repòs és d'entre 10 i 18 respiracions per minut, amb un període de dos segons. Durant la inhalació vigorosa (a una freqüència de més de 35 respiracions per minut), o quan el cos està prop de la fallida respiratòria, els músculs respiratoris accessoris entren en acció; que a nivell del coll són l'esternoclidomastoïdal, el platisma i els músculs escalens; i a nivell del tòrax i espatlles són els músculs pectorals (major i menor) i el múscul dorsal ample.
En condicions normals, el diafragma és el múscul primari de la inhalació. Quan es contreu, la caixa toràcica s'expandeix i el contingut de l'abdomen es mou cap avall, cosa que augmenta el volum del tòrax i crea pressió negativa (en comparació amb la pressió atmosfèrica) a dins del tòrax. Quan cau la pressió toràcica, l'aire entra a la zona conductora, on és filtrat, escalfat i humidificat en el seu camí envers els pulmons.
Durant una inhalació forçada, com ara quan hom respira profundament, els músculs intercostals externs i els músculs accessoris ajuden a expandir la cavitat toràcica encara més.

### Exhalació
En general, l'exhalació és un procés passiu. Tanmateix, els músculs abdominals i els músculs intercostals interns són els que s'encarreguen de dur a terme l'exhalació activa, o forçada. Els pulmons tenen una elasticitat natural: quan retrocedeixen després de la inhalació, l'aire surt fins que s'assoleix un equilibri entre la pressió toràcica i la pressió atmosfèrica.

### Intercanvi de gasos
La funció principal del sistema respiratori és dur a terme l'intercanvi de gasos entre el medi extern i el sistema circulatori de l'organisme. En els humans i altres mamífers, aquest intercanvi facilita l'oxigenació de la sang i l'eliminació de diòxid de carboni i altres residus metabòlics gasosos de la circulació. Durant l'intercanvi de gasos es manté l'equilibri acidobàsic del cos com a part dels processos homeostàtics. Si la ventilació és deficient, es poden produir dos trastorns oposats: l'acidosi respiratòria, que pot ser mortal, i l'alcalosi respiratòria.
Després de la inhalació, l'intercanvi de gasos té lloc als alvèols, uns sacs minúsculs que conformen el component funcional bàsic dels pulmons. Les parets alveolars són extremament primes (aproximadament 0,2 micròmetres) i es componen d'una única capa de cèl·lules epitelials de tipus I i II situades a prop dels capil·lars pulmonars, que es componen d'una única capa de cèl·lules endotelials. La gran proximitat d'aquests dos tipus de cèl·lules permet el pas dels gasos i, per tant, l'intercanvi de gasos. El mecanisme d'intercanvi de gasos es basa en un simple diferencial de pressió: quan la pressió de l'aire als pulmons és elevada, en surt aire, i quan és baixa, n'hi entra.

### Funció immunitària
Les cèl·lules epitelials de les vies aèries poden secretar una sèrie de molècules que contribueixen a la defensa dels pulmons, incloent-hi immunoglobulines secretòries (IgA), col·lectines (incloent-hi els surfactants A i D), defensines i altres pèptids i proteases, així com espècies reactives d'oxigen i espècies reactives de nitrogen. Aquestes secrecions funcionen directament com a antimicrobians per protegir les vies aèries d'infeccions. Les cèl·lules epitelials de les vies aèries també secreten una sèrie de quimiocines i citocines que dirigeixen les cèl·lules immunitàries tradicionals i altres tipus envers els punts infectats.
La majoria del sistema respiratori està revestida per membranes mucoses que contenen teixit limfoide associat a les mucoses, que produeix glòbuls blancs com ara limfòcits.

### Funcions metabòliques i endocrines dels pulmons
A més de dur a terme l'intercanvi de gasos, els pulmons tenen una sèrie de funcions metabòliques. Produeixen surfactants per a ús local, tal com s'explica més amunt, i contenen un sistema fibrinolític que destrueix coàguls sanguinis als vasos pulmonars. Alliberen una varietat de substàncies que entren a la sang arterial sistèmica i eliminen altres substàncies de la sang venosa sistèmica que hi arriba a través de l'artèria pulmonar. Els pulmons eliminen prostaglandines de la circulació, però també en sintetitzen i n'alliberen a la sang quan el teixit pulmonar s'estira.
Els pulmons també activen una hormona: el decapèptid fisiològicament inactiu angiotensina I és convertit en l'octapèptid pressor estimulant de l'aldosterona angiontensina II a la circulació pulmonar. Aquesta reacció també es produeix a altres teixits, però és especialment prominent als pulmons. La superfície de les cèl·lules endotelials dels capil·lars pulmonars presenten grans quantitats de l'enzim convertidor d'angiotensines que s'encarrega d'aquesta activació.

## Desenvolupament
El sistema respiratori roman latent en els fetus humans durant la gestació. A l'hora del naixement, el sistema respiratori esdevé completament funcional en ser exposat a l'aire, tot i que els pulmons continuen desenvolupant-se i creixent durant la infantesa. Un naixement prematur pot deixar l'infant amb pulmons subdesenvolupats en els quals les cèl·lules alveolars de tipus II (que produeixen surfactants) encara no s'han desenvolupat del tot. Això fa que molts alvèols es col·lapsin i que parts dels pulmons de l'infant siguin incapaces de dur a terme l'intercanvi de gasos, un trastorn anomenat síndrome del destret respiratori. S'han realitzat experiments científics bàsics amb cèl·lules pulmonars de pollastres que han confirmat el potencial dels esteroides per promoure el desenvolupament de les cèl·lules alveolars de tipus II. De fet, una vegada se sospita que hi pot haver un naixement prematur, els metges fan tot el que poden per endarrerir-lo i sovint administren una sèrie d'injeccions d'esteroides a la mare durant aquest període per afavorir el desenvolupament dels pulmons del fetus.

## Patologia
Les malalties del sistema respiratori es poden classificar en quatre grans categories:
- Malalties obstructives (per exemple, emfisema, bronquitis o asma)
- Malalties restrictives (per exemple, fibrosi, sarcoïdosi, danys alveolars i embassament pleural)
- Malalties vasculars (per exemple, edema pulmonar, embolisme pulmonar i hipertensió pulmonar)
- Malalties infeccioses, ambientals i «miscel·lànies» (per exemple, pneumònia, tuberculosi, asbestosi i partícules contaminants)

La tos és d'importància capital, ja que és el mecanisme principal que fa servir el cos per treure pols, mocs, saliva i altres residus dels pulmons. La incapacitat de tossir pot acabar provocant una infecció. Els exercicis de respiració profunda poden contribuir a netejar les estructures més fines dels pulmons de partícules.
Les vies respiratòries estan constantment exposades a microbis a causa de la seva gran àrea. Per aquest motiu, el sistema respiratori té molts mecanismes per defensar-se i evitar l'entrada de patògens al cos.
Els trastorns del sistema respiratori solen ser tractats per un pneumòleg o terapeuta de la respiració.